# Wolfgang Kaufmann

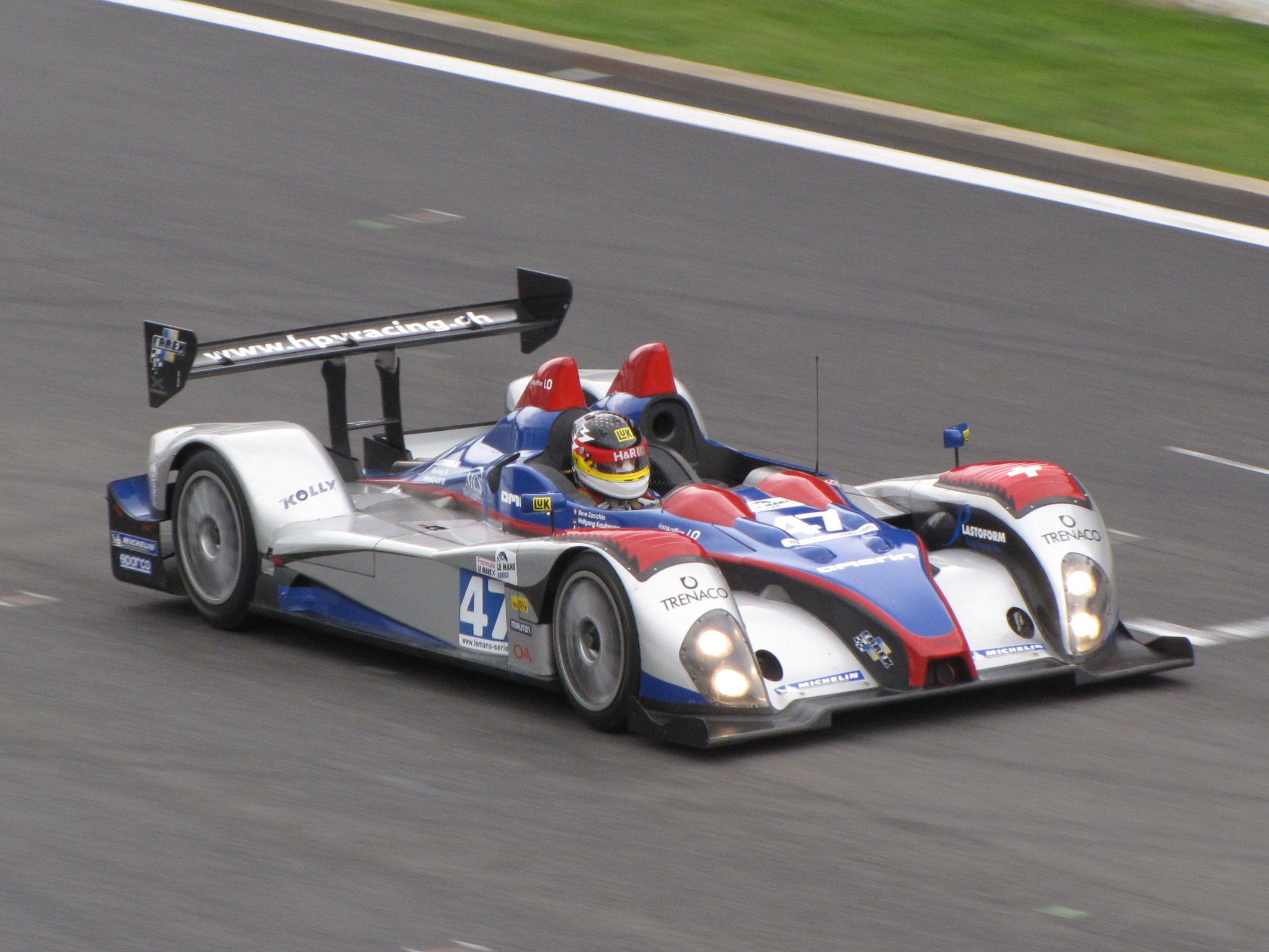
Wolfgang Kaufmann im ORECA Formula Le Mans beim 1000-km-Rennen von Spa-Francorchamps 2010

Wolfgang Kaufmann (* 24. Januar 1964 in Dernbach) ist ein deutscher Autorennfahrer.

## Karriere

### Anfänge im Motorsport
Wolfgang Kaufmann ist gelernter Kfz-Mechaniker, fuhr 1979 gegen Ende der Hauptschulzeit auf einem Parkplatz sein erstes Kartrennen und machte mit 17 Jahren den Führerschein „für Fahrten im Auftrag des Arbeitgebers“. 1980 war er Dritter in der Junior-Kart-Meisterschaft, 1981 Mitglied des Nationalteams und 1982 belegte er Platz zwei in der Deutschen Kart Meisterschaft. Im folgenden Jahr wechselte er in den VW-Polo-Cup. Unterstützt wurde er von dem VW-Großhändler Löhr & Becker in Koblenz. Ansonsten war er angesichts bescheidener finanzieller Mittel auf sich selbst angewiesen, bereitete das Auto wie vorher die Karts für das Rennen selbst vor, transportierte es auf einem Anhänger zur Rennstrecke und schlief im Lkw. Mit dem Sieg in seinem zweiten Rennen auf der Nordschleife begann seine große Liebe zur „gefährlichsten Rennstrecke der Welt“. Nach Unfällen in Zolder und Zandvoort schloss er seine Tourenwagenkarriere trotz des sechsten Meisterschaftsplatzes bereits nach einer Saison ab.
Nach Versuchen mit einem Formel-3-Wagen von Derichs und einer kurzen Rennpause fuhr Kaufmann 1985 mit einem gebrauchten Ralt RT 3 seine erste Saison in der Deutschen Formel-3-Meisterschaft. Dort konnte er sich dank eines größeren Sponsors und vier weiterer kleiner Partner als Privatfahrer behaupten und erreichte 1986 und 1989 jeweils den fünften Meisterschaftsplatz. Vieles am Auto machte er auch jetzt selbst. In einem Rückblick auf die 1986er Saison erwähnt Kaufmann besonders Siegfried Spiess, dessen Ralt RT 30-VW Spiess er fuhr und dessen Familie ihm „auch immer wieder unter die Arme griff“. Mit seinen Einsätzen in den folgenden Jahren, unter anderem als Werksfahrer im Team von Malte Bongers, empfahl er sich für das Opel-Werksteam von Horst Schübel, mit dem er 1990 um den Titel kämpfte. Technische Defekte am West-Reynard 903 verhinderten jedoch seinen ersten Meisterschaftssieg und so belegte er in der Endabrechnung Platz drei. Im Jahr darauf lieferte er sich erneut einen harten Titelkampf. Allerdings verunglückte er bei einem Überschlag mit seinem Dallara beim Flugplatzrennen in Diepholz schwer, was eine mehrmonatige Verletzungspause forderte. Auch 1992 fuhr er für das Opel-Team. Nach dem Wechsel des Motorentuners blieben aber Erfolge aus, woraufhin Kaufmann sein Formel-3-Engagement beendete.

### Zeit bei Freisinger Motorsport
Nach einem Start im Carrera-Cup kam Kaufmann durch Vermittlung von Herbert Linge 1993 in das Team Freisinger Motorsport und ging nun bei Sportwagenrennen an den Start. Seine ersten Erfolge in dieser Form des Motorsports feierte er mit Platz zwei beim 24-Stunden-Rennen auf dem Nürburgring sowie mit Platz sechs beim 24-Stunden-Rennen von Spa-Francorchamps. Von 1994 bis zur Einstellung der Serie 1996 fuhr er auf Freisinger-Porsche in der BPR Global GT Series. In der neugegründeten FIA-GT-Meisterschaft nahm er 1997 bei verschiedenen Teams an einigen Rennen teil, bis er ab 1998 wieder für Freisinger startete. Dort erreichte er als bestes Resultat zweimal den vierten Platz. Außerdem bestritt er die GTR Euroseries, in der er zwei von fünf Saisonrennen für sich entscheiden konnte.
1999 wurde Kaufmann in der FIA-GT-Meisterschaft nun zunehmend erfolgreich, als er in Monza erstmals auf das Podium fuhr und Platz sechs in der Fahrerwertung erzielte. Ein weiterer Höhepunkt der Saison war der zweite Platz in der Kategorie GTS beim 12-Stunden-Rennen von Sebring. 2000 erzielte er auf dem Lausitzring mit Hubert Haupt seinen ersten Rennsieg in der FIA-GT-Meisterschaft. Dies war in der Saison der einzige Sieg eines Porsche 993 GT2 und zugleich der letzte große internationale Motorsporterfolg dieses Fahrzeugs. In der Fahrerwertung erlangte Kaufmann zu Saisonende schließlich Platz sieben.
Zur Saison 2001 verkaufte Freisinger die veralteten Porsche 993 GT2 und trat nun mit dem neuen Porsche 996 GT3 R in der Kategorie N-GT an. Die Saison begann mit dem 24-Stunden-Rennen von Daytona, bei dem Kaufmann Gesamtplatz drei erzielte. Anschließend bestritt er für das Team noch eine halbe Saison in der FIA-GT-Meisterschaft und erreichte als bestes Ergebnis einen zweiten Platz in seiner Klasse beim Lauf in Zolder. Als Porsche zunehmend seine Werksfahrer bei Freisinger Motorsport platzierte, blieb für Kaufmann kein Platz mehr, sodass er das Team schließlich verlassen musste.

### Sportwagenrennen bei kleineren Teams
Ohne ein festes Cockpit startete Kaufmann zunächst in der European Le Mans Series sowie in verschiedenen nationalen Rennserien. 2003 erhielt er ein Cockpit bei Wieth Racing und kehrte in der FIA-GT-Meisterschaft zurück. In dem unterfinanzierten Team gelangem ihm mit dem Ferrari 550 Maranello allerdings keine nennenswerten Erfolge und so schloss er die Saison mit lediglich drei Meisterschaftspunkten ab. 2004 verbrachte er ein weiteres Jahr bei Wieth Racing, doch änderte sich die Situation auch in diesem Jahr nicht. Einige weitere Einsätze in der FIA-GT-Meisterschaft hatte er darüber hinaus im Saleen S7 von Graham Nash Motorsport sowie im Porsche 996 Biturbo von PSI Motorsport.
Außerdem entwickelte Kaufmann 2004 mit A:Level Engineering einen Porsche 996 Biturbo. Er startete mit diesem in der Le Mans Endurance Series, wo er zunächst mit dem anfälligen Motor des Fahrzeugs zu kämpfen hatte und nicht einmal über die Einführungsrunde hinaus kam. 2005 wurde der Motor allmählich standfester, sodass er beim dritten Lauf in Silverstone mit Marcel Tiemann den dritten Platz in der Kategorie GT1 erreichte und damit erstmals ein beachtliches Resultat für A:Level Engineering einfuhr. Allerdings wurde das Projekt aufgrund finanzieller Schwierigkeiten noch vor Ablauf der Saison wieder aufgegeben.
Auf Porsche 996 GT3 RS fuhr Kaufmann 2005 und 2006 für Lammertink Racing sowie für Renauer Motorsport in der FIA-GT-Meisterschaft und holte zwei Mal eine Podiumsplatzierung in der Kategorie GT2. Zur Premieren-Saison stieg Kaufmann 2007 in die neugegründete ADAC GT Masters ein und pilotierte für Argo Racing einen Lamborghini Gallardo. Er siegte beim Saisonauftakt auf dem Nürburgring und erzielte im Verlauf der Saison vier weitere Podiumsplatzierungen. Bei Konrad Motorsport hatte er einige sporadische Einsätze in der BFGoodrich Langstreckenmeisterschaft. Nachdem er in dem Team schon 2006 beim 24-Stunden-Rennen von Bahrain siegte, erreichte er 2007 den zweiten Platz beim 24-Stunden-Rennen von Dubai.
Kaufmann sammelte bereits bei nationalen Rennen in Tschechien erste Erfahrungen in Prototypen. 2007 durfte er bei Giovanni Lavaggi an das Steuer seines Le-Mans-Prototypen steigen und mit ihm zwei Rennen in der Le Mans Series bestreiten. Allerdings fehlte es dem Wagen an Zuverlässigkeit und so sah er beide Male die Zielflagge nicht. 2008 nahm er weiterhin an der Seite von Lavaggi an der Le Mans Series teil. Doch auch in dieser Saison erreichte das Team bei drei Rennteilnahmen das Ziel nur bei den 1000 Kilometern am Nürburgring, fiel dort aber aufgrund zu großen Rückstandes wegen technischer Defekte aus der Wertung. Der Saisonabschluss bildete das nicht zur Meisterschaft zählende 6-Stunden-Rennen von Vallelunga. Dort qualifizierte Kaufmann den LMP1-Wagen gegen leistungsschwächere Fahrzeuge der LMP2, Gruppe CN und GT-Klassen auf der Pole-Position. Im Rennen fiel Lavaggi und Kaufmann jedoch mit technischen Problemen zurück. Beendeten das Rennen dennoch auf dem 10. Gesamtrang. 2009 startete die Scuderia Lavaggi nur noch bei zwei Rennen der Le Mans Series. In Spa erreichten Kaufmann und Lavaggi zwar das Ziel, wurden aber erneut nicht gewertet.
Bei AT Racing fuhr Kaufmann 2008 eine Corvette C5-R in der FIA-GT-Meisterschaft. Mit seinem Teamkollegen Alexander Talkanitsa gewann er den Citation Cup. Im gleichen Jahr startete er außerdem für PMB Motorsport beim 24-Stunden-Rennen von Spa-Francorchamps. Das Team aus Kaufmann, Talkanitsa, Kenneth Heyer und Philippe Ullmann trat mit dem Porsche 996 Biturbo, der ehemals von PSI Experience eingesetzt wurde, an. Nachdem PMB Motorsport zwischenzeitlich in seiner Klasse in Führung gelegen war, wurde es durch einen Kupplungsschaden in der Nacht weit zurückgeworfen, bis es ein Fahrzeugbrand schließlich zur Aufgabe zwang. Auch im folgenden Jahr war Kaufmann wieder als Fahrer von PMB Motorsport beim 24-Stunden-Rennen von Spa-Francorchamps gemeldet. Jedoch kam es wegen organisatorischer Probleme gar nicht erst zur Rennteilnahme.
Ferner nahm Kaufmann in der Saison 2009 für DAMS am Formula Le Mans Cup teil. Mit der integration der Rennserie in die Le Mans Series, tritt Kaufmann 2010 erneut in der Langstreckenserie an. 2010 wurde er auf Brokernet Silver Sting SP1 Klassensieger beim 24-Stunden-Rennen von Dubai und gewann mit dem Team Hope Polevision Racing die Klasse Formula Le Mans bei den 1000 km von Spa. Das Fahrzeug in Spa war ein ORECA FLM 09.

## Rundenrekord auf der Nordschleife
2001 erzielte Kaufmann auf der Nordschleife in einem Gemballa-Porsche mit einer Zeit von 7:32,52 Minuten den Rundenrekord für Straßenfahrzeuge. Dieser Rekord wurde erst am 21. September 2004 knapp unterboten.

## Statistik

### Le-Mans-Ergebnisse
| Jahr | Team                  | Fahrzeug          | Teamkollege       | Teamkollege      | Platzierung | Ausfallgrund |
| ---- | --------------------- | ----------------- | ----------------- | ---------------- | ----------- | ------------ |
| 1995 | Freisinger Motorsport | Porsche 993 Turbo | Michel Ligonnet   | Yukihiro Hane    | Rang 19     |              |
| 1999 | Freisinger Motorsport | Porsche 911 GT2   | Michel Ligonnet   | Ernst Palmberger | Ausfall     | Motor        |
| 2000 | Freisinger Motorsport | Porsche 993 GT2   | Katsunori Iketani | Yukihiro Hane    | Ausfall     | Aufhängung   |

### Sebring-Ergebnisse
| Jahr | Team                  | Fahrzeug           | Teamkollege      | Teamkollege   | Platzierung | Ausfallgrund |
| ---- | --------------------- | ------------------ | ---------------- | ------------- | ----------- | ------------ |
| 1999 | Freisinger Motorsport | Porsche 911 GT2    | Michel Ligonnet  | Lance Stewart | Rang 10     |              |
| 2001 | Freisinger Motorsport | Porsche 911 GT3-RS | Stéphane Ortelli |               | Rang 17     |              |